# 玄関

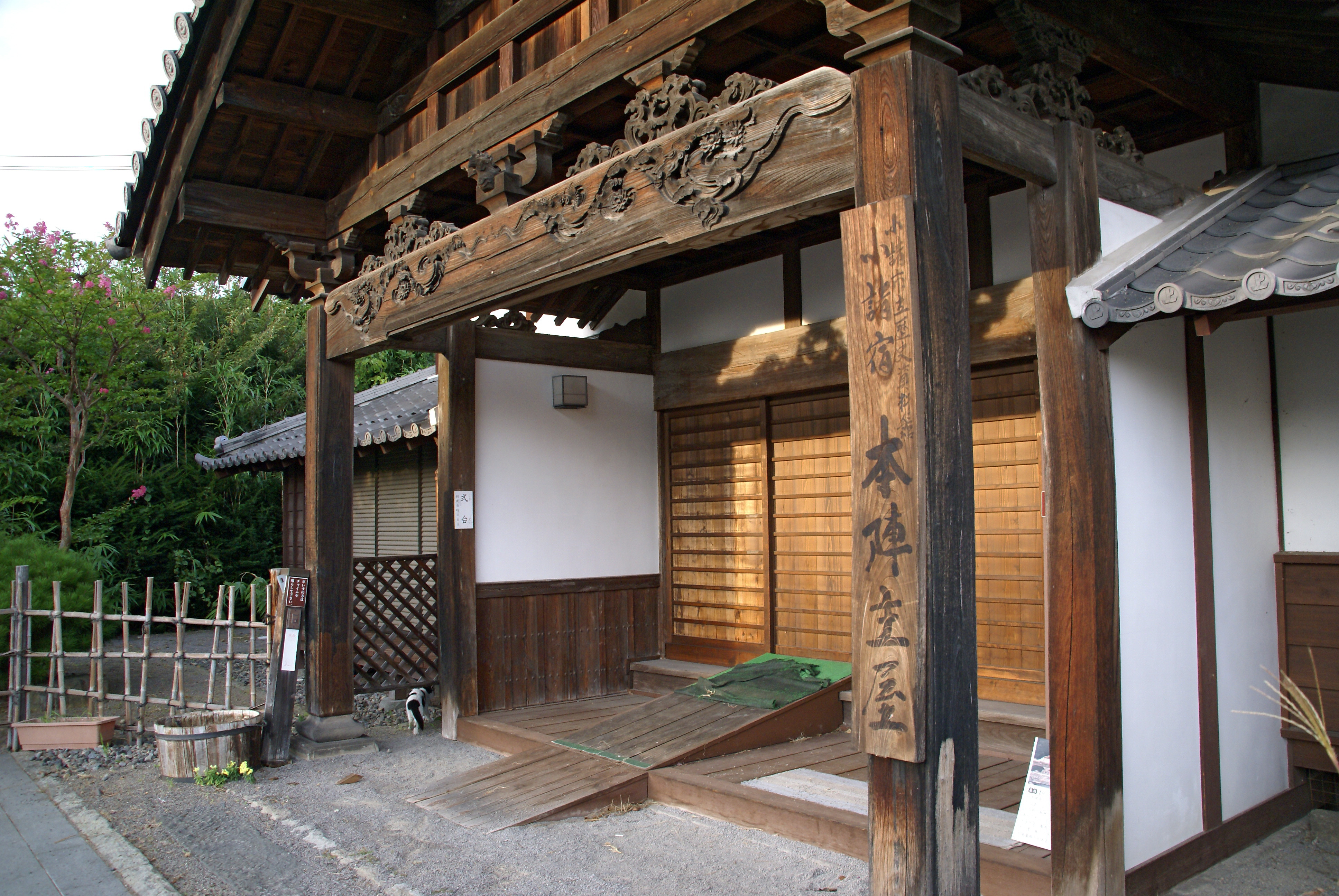
書院造りの流れをくむ武家屋敷風の玄関。（小諸宿本陣主屋）

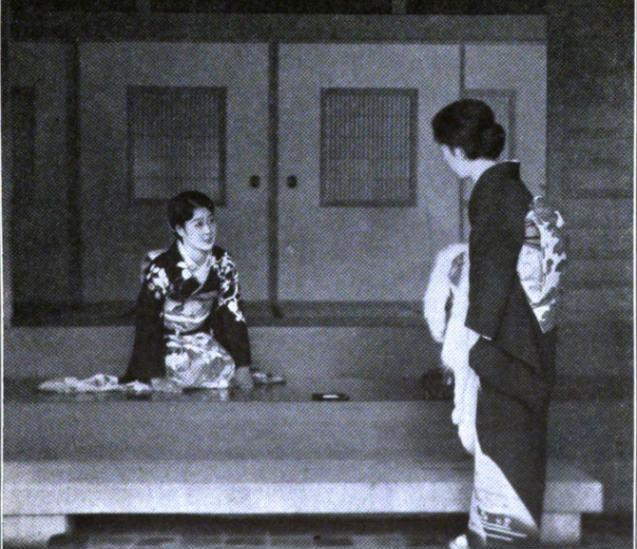
日本家屋の玄関。明治時代の撮影。

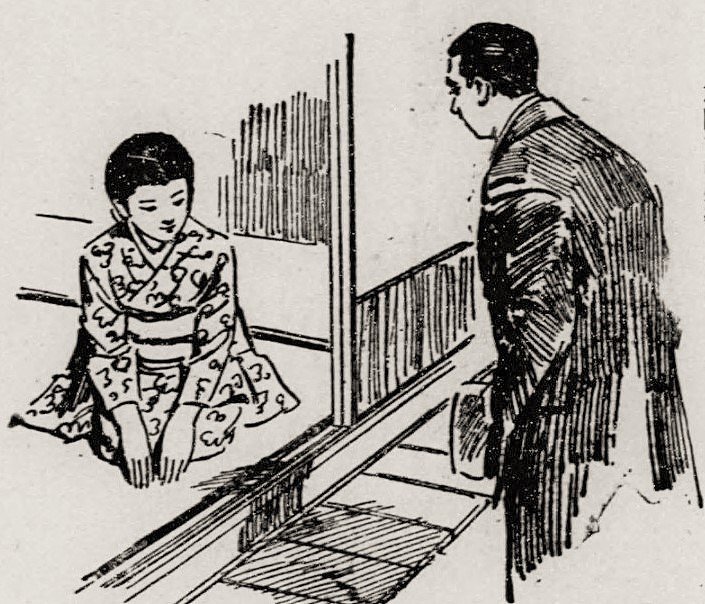
玄関で客人を迎える作法

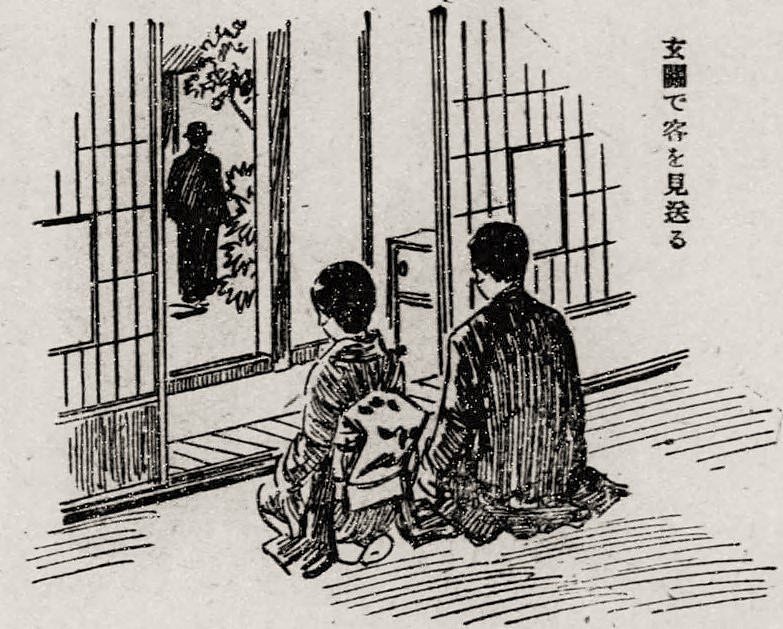
玄関で客人を見送る作法

玄関（げんかん）とは、建物の主要な出入口、また出入口の部分に設けられた空間である。
ただし本来、中国の道教（煉丹術の内丹の法では体内にある気を巡らすための最初に気を通す場所のことである）、禅（達磨による禅の伝来の際、達磨の指示でディヤーナを玄（後に禪（禅）と訳す）と訳したともされる）などの用語で「玄関」とは「玄妙の道に入る關門」（「玄牝の関」）ことである。
日本では禅寺の方丈に設けられる入口 や書院造で邸宅への正式の出入口に設けられる部屋や建物 を指し、また、江戸時代には式台を構えている出入口を「玄関」と称した。明治時代以降は形式を問わず住居・公共建築の出入口を指す概念となっている。

## 現代の一般的な日本の家屋の玄関
日本の玄関は通常、靴を履いて歩く部分(土間)と、靴を脱いで上がる部分に分かれ、段差が設けられている。
この段差は土埃が部屋に入らないためにあるが、段差があった方が座って靴を履きやすい。
まれに日本でも段差が無い玄関もあるが、この場合、土足の部分はタイル貼り、コンクリートや大理石など、脱いで上がる部分はフローリングやカーペットになっているなど材質が異なり、境界線がある。玄関の土間は、三和土(たたき)と呼ばれる事もあるが、本来三和土は、土間に使われている材質のことを指す言葉。
玄関が独立した部屋になっていない場合も多い。
廊下と繋がっていたり、ワンルームなどの狭い間取りでは、土間から上がるとすぐ台所や、リビングなど居住スペースになっている事もあり、このような家で玄関と言うと土間の部分のみを指す。
玄関には通常、靴を収納するために靴箱が設置される。靴箱は下駄箱、シューズボックスなどの呼称もある。
平成以降に建てられた家の玄関には、備え付けの靴箱がある場合が多いが、備え付けの靴箱が無い家や、靴が多くて備え付けの靴箱だけでは足りない場合のために、据え置き型の靴箱も販売されている。
玄関には、靴箱と同じく傘立ても設置される事が多い。アパートやマンションでは廊下など共用部に私物を置けないので、傘立ては必然的に玄関の中に設置されるが、一軒家ではドアを開けた玄関の外すぐに設置される事もある。
その他、玄関に設置される物として、靴についた泥を落とすための玄関マット、スリッパを室内で履く家庭ではスリッパ立ても設置される。

### 玄関の役割
玄関で最も行われる事は住人が靴を脱いだり履いたりする事であるが、もうひとつ玄関で行われる事は、短時間の用事の来客の応対である。
宅配の受取などがその代表である。
短時間の用件の来客は、室内に招かず、玄関で用件を済ませる事が多い。
短時間の来客の応対をする部屋というのも玄関の重要な役割である。
たとえ短時間とはいえ、玄関は来客を迎える家の顔とも言える存在なので、インテリアにこだわったり、花や置き物、鏡などを飾る家庭もある。
風水においても、玄関は重視される。
玄関から繋がる廊下やリビングとの間にドアが無い家では、来客から部屋の中が見えないように暖簾が掲げられる事もある。
ただし、ビーズ素材など、目隠しとしての機能が無い暖簾が、インテリア要素として掲げられる事もある。

## 玄関と靴について

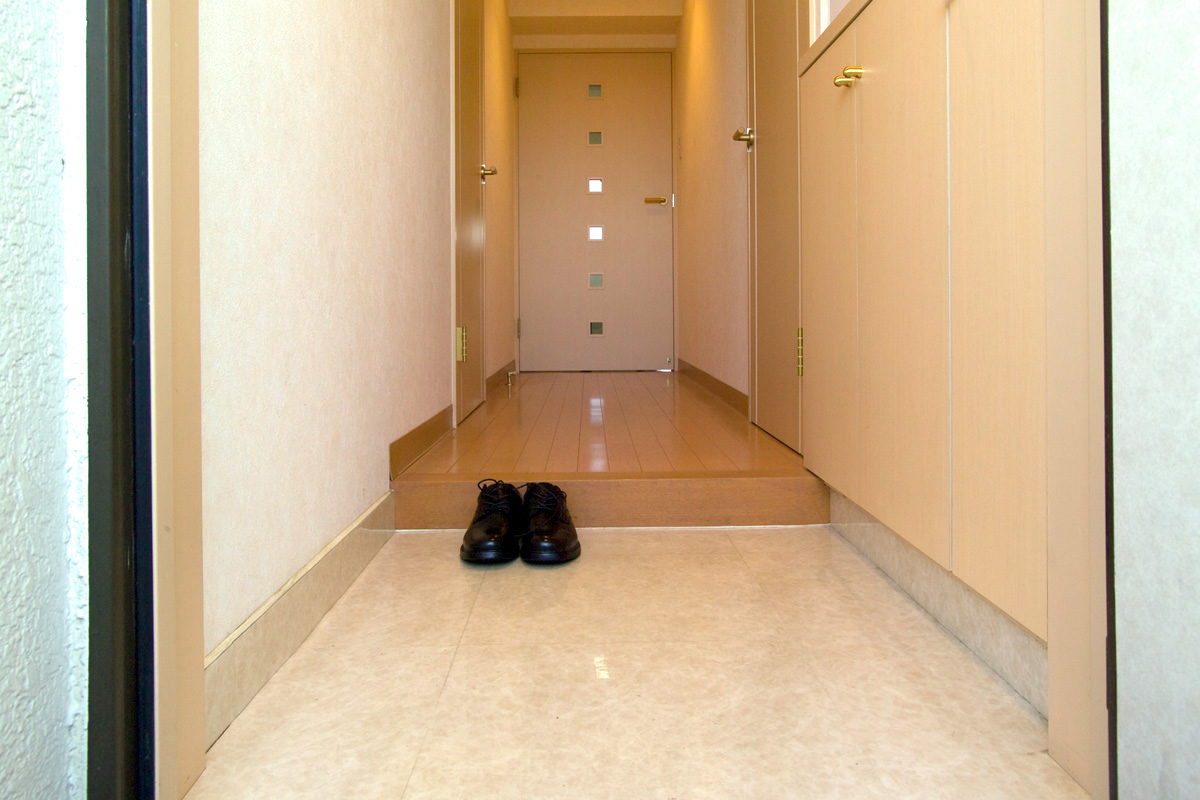
現代の家の玄関。靴を脱いだり履いたりする土間がある

日本では、家屋の玄関では必ず靴を脱ぐ。現代中国や欧米では脱がない習慣がある。しかし、中国や欧米でも、それぞれの家庭によっては脱ぐ場合もある。
カナダでは、多くの家庭で靴を脱ぐ習慣がある。ただし、靴を脱ぐ場所は家庭ごとによって異なり、日本の玄関のような特定の空間はない。カナダでは主に玄関ドア付近や廊下などで靴を脱ぐ。
また、古代中国、東アジア、東南アジア、中東など広い地域では玄関で靴を脱ぐ習慣があり、日本だけの文化だと思われることも多いが、玄関で靴を脱ぐことを習慣とする文化は少なくない。一部のアメリカの郊外家屋では、Mud Roomと呼ばれるジャケットや靴を脱ぐ空間がある。

## 玄関とバリアフリー
通常、日本家屋の玄関には段差が作られている。
この段差が、身体障害者や身体能力の衰えた高齢者にとっての障壁となる場合もある。
車椅子を使用している者が入居する家庭では、玄関土間に車椅子が完全に入るのに充分な空間を確保することが望ましい。
スロープを設置すると尚良い。
近年では、高齢者や車椅子使用の身体障害者が入居する事が前提の建物では、玄関に段差を設けず、材質が異なり境界線があるだけのバリアフリーな玄関も普及している。